# Юан де Йонг
Юан де Йонг (англ. Juan de Jongh, нар. 15 квітня 1988) — південноафриканський регбіст, бронзовий призер Олімпійських ігор 2016 року.

## Виступи на Олімпіадах
| Олімпіада           | Дисципліна | Місце |
| ------------------- | ---------- | ----- |
| Ріо-де-Жанейро 2016 | регбі-7    | 3     |

## Зовнішні посилання
- Юан де Йонг — олімпійська статистика на сайті Sports-Reference.com (англ.) (архівна версія)